# Pamela Mitford
The Hon. Pamela Freeman-Mitford prec. Jackson (Salisbury, 25 novembre 1907 – Londra, 12 aprile 1994) è stata una nobildonna inglese.

## Biografia
Era la seconda figlia di David Freeman-Mitford, II barone Redesdale, e di sua moglie, Sydney Bowles.
John Betjeman, che per un certo periodo era innamorato di lei, si riferisce a lei nel suo poema inedito, The Mitford Girls, come "la più campagnola di tutte", perché preferiva vivere tranquillamente in campagna. Si incontrarono quando gestiva Biddesden, nell'Hampshire, la casa di suo cognato, Bryan Guinness, II barone Moyne.

## Matrimonio
Sposò, il 29 dicembre 1936, Derek Jackson (23 giugno 1906-20 febbraio 1982), figlio di Charles James Jackson. Non ebbero figli. Jackson era un "rampicante bisessuale", che si sposò sei volte. Vissero nel castello di Tullamaine a Fethard, nella contea di Tipperary. Dopo il divorzio nel 1951, iniziò una relazione con Giuditta Tommasi, una cavallerizza italiana, che durò fino alla sua morte. Vissero a Caudle Green, nel Gloucestershire.

## Ascendenza
|                                              |                      |                                 | Genitori                                   |  |  | Nonni |  |  | Bisnonni              |  |  | Trisnonni     |  |
|                                              |                      |                                 |                                            |  |  |       |  |  | Henry Reveley Mitford |  |  | Henry Mitford |  |
|                                              |                      |                                 |                                            |  |  |       |  |  | Henry Reveley Mitford |  |  | Henry Mitford |  |
|                                              |                      | Mary Anstruther                 |                                            |  |  |       |  |  | Henry Reveley Mitford |  |  |               |  |
| Algernon Freeman-Mitford, I barone Redesdale |                      |                                 |                                            |  |  |       |  |  | Henry Reveley Mitford |  |  |               |  |
|                                              |                      | Georgiana Ashburnham            | George Ashburnham, III conte di Ashburnham |  |  |       |  |  |                       |  |  |               |  |
|                                              |                      | Georgiana Ashburnham            | George Ashburnham, III conte di Ashburnham |  |  |       |  |  |                       |  |  |               |  |
|                                              |                      | Georgiana Ashburnham            | Charlotte Percy                            |  |  |       |  |  |                       |  |  |               |  |
| David Freeman-Mitford, II barone Redesdale   |                      | Georgiana Ashburnham            |                                            |  |  |       |  |  |                       |  |  |               |  |
|                                              |                      | David Ogilvy, X conte di Airlie | David Ogilvy, IX conte di Airlie           |  |  |       |  |  |                       |  |  |               |  |
|                                              |                      | David Ogilvy, X conte di Airlie | David Ogilvy, IX conte di Airlie           |  |  |       |  |  |                       |  |  |               |  |
|                                              |                      | David Ogilvy, X conte di Airlie | Clementina Drummond                        |  |  |       |  |  |                       |  |  |               |  |
| Clementina Ogilvy                            |                      | David Ogilvy, X conte di Airlie |                                            |  |  |       |  |  |                       |  |  |               |  |
|                                              |                      | Henrietta Stanley               | Edward Stanley, II barone di Alderley      |  |  |       |  |  |                       |  |  |               |  |
|                                              |                      | Henrietta Stanley               | Edward Stanley, II barone di Alderley      |  |  |       |  |  |                       |  |  |               |  |
|                                              |                      | Henrietta Stanley               | Henrietta Maria Dillon-Lee                 |  |  |       |  |  |                       |  |  |               |  |
| Pamela Freeman-Mitford                       |                      | Henrietta Stanley               |                                            |  |  |       |  |  |                       |  |  |               |  |
|                                              | Thomas Milner Gibson | Thomas Gibson                   |                                            |  |  |       |  |  |                       |  |  |               |  |
|                                              | Thomas Milner Gibson | Thomas Gibson                   |                                            |  |  |       |  |  |                       |  |  |               |  |
|                                              | Thomas Milner Gibson | Isabella Glover                 |                                            |  |  |       |  |  |                       |  |  |               |  |
| Thomas Gibson Bowles                         | Thomas Milner Gibson |                                 |                                            |  |  |       |  |  |                       |  |  |               |  |
|                                              |                      | Susannah Bowles                 | William Bowles                             |  |  |       |  |  |                       |  |  |               |  |
|                                              |                      | Susannah Bowles                 | William Bowles                             |  |  |       |  |  |                       |  |  |               |  |
|                                              |                      | Susannah Bowles                 | Mary Ann Dawes                             |  |  |       |  |  |                       |  |  |               |  |
| Sydney Bowles                                |                      | Susannah Bowles                 |                                            |  |  |       |  |  |                       |  |  |               |  |
|                                              |                      | Charles Evans-Gordon            | George Evans-Gordon                        |  |  |       |  |  |                       |  |  |               |  |
|                                              |                      | Charles Evans-Gordon            | George Evans-Gordon                        |  |  |       |  |  |                       |  |  |               |  |
|                                              |                      | Charles Evans-Gordon            | Frances Spalding                           |  |  |       |  |  |                       |  |  |               |  |
| Jessica Evans-Gordon                         |                      | Charles Evans-Gordon            |                                            |  |  |       |  |  |                       |  |  |               |  |
|                                              |                      | Catherine Rose                  | Alexander Rose                             |  |  |       |  |  |                       |  |  |               |  |
|                                              |                      | Catherine Rose                  | Alexander Rose                             |  |  |       |  |  |                       |  |  |               |  |
|                                              |                      | Catherine Rose                  | Janet McIntosh                             |  |  |       |  |  |                       |  |  |               |  |
|                                              |                      | Catherine Rose                  |                                            |  |  |       |  |  |                       |  |  |               |  |